# Theodor Gottlieb von Hippel der Ältere

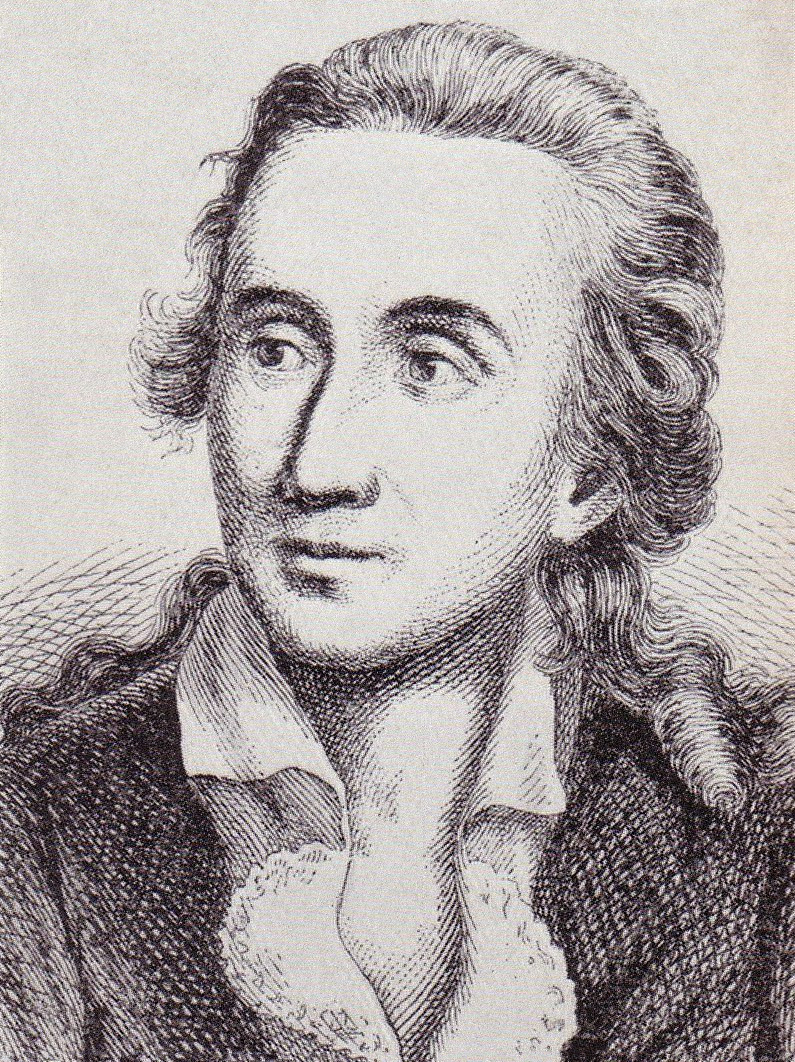
v. Hippel d. Ä.

Theodor Gottlieb Hippel, ab 1790 von Hippel (* 31. Januar 1741 in Gerdauen / Ostpreußen; † 23. April 1796 in Königsberg / Ostpreußen) war ein deutscher Staatsmann, Schriftsteller und Sozialkritiker der Aufklärung. Er war Mitglied der preußischen Landrechtskommission, Stadtrat, Oberbürgermeister und schließlich Stadtpräsident von Königsberg. Hippel setzte sich für die rechtliche Gleichstellung von Frauen ein. Er war ein Freund Immanuel Kants.

## Leben

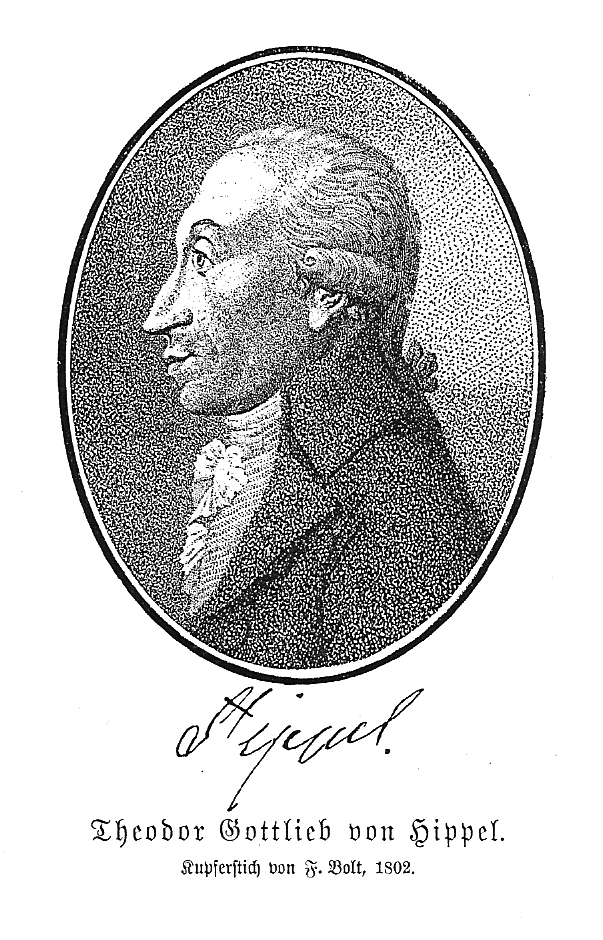
von Hippel d. Ä.

Theodor Gottlieb Hippel wuchs in einem pietistischen Elternhaus auf. Sein Vater war Dorfschullehrer. Während Königsberg im Siebenjährigen Krieg ein russisches Gouvernement war, begann Hippel 1756 im Alter von fünfzehn Jahren ein Theologiestudium. Im Mai 1759 trat er im Hause des holländischen Justizrats Dr. Theodor Polykarp Woyt eine Stelle als Hauslehrer an. Auf einer Veranstaltung der Königsberger Dreikronenloge, einem Spross der bekannten Berliner Freimaurerloge „Zu den drey Weltkugeln“, die die Königreiche Preußen, Russland und Polen im Sinne der Vernunft miteinander versöhnen wollte, lernte er den russischen Militärangehörigen Hendrik von Keyser, einen Neffen T.P. Woyts, kennen. 1760/61 durfte er von Keyser an den kaiserlichen Hof von Sankt Petersburg begleiten. Nach seiner Rückkehr wollte er die Ehe mit einer Adeligen eingehen, wurde jedoch aus Standesgründen zurückgewiesen.
Er wechselte die Studienfachrichtung, studierte Philosophie bei Kant und schloss rasch ein Jurastudium ab. Nunmehr wurde er im Alter von nur 21 Jahren von der Dreikronenloge aufgenommen, der große Teile der Königsberger Gesellschaft angehörten. Bereits 1764 begann er seine juristische Karriere als Advokat. 1771 wurde er Assessor am Königsberger Hofgericht, kurz darauf Kommissar für die von Friedrich dem Großen eroberten polnischen Gebiete (Provinz Ostpreußen). 1773 ernannte ihn Friedrich zum königlichen Kriminalrat. Wenig später wurde er zusätzlich zum Direktor des Königsberger Kriminalgerichts ernannt und in den Stadtrat gewählt.
Theodor Gottlieb Hippel konnte wegen dieses rasanten Aufstiegs innerhalb der königlichen Verwaltung schnell ein Vermögen erlangen. Auch in der Freimaurerloge wurde er bald zum „Meister vom Stuhl“ gewählt. 1780 schließlich stand er auf dem Gipfel seiner beruflichen Karriere. Er wurde „dirigierender“ Bürgermeister und Polizeidirektor von Königsberg und begann mit der Neuordnung des korrupten Verwaltungssystems. Insbesondere beschäftigte ihn die Reorganisation des Armenwesens und der Polizei im Sinne der Aufklärung.
Er war regelmäßiger Teilnehmer an den Tafelrunden Kants, bei denen er als 1. Bürger der Stadt einen Ehrenplatz innehatte. Im Unterschied zu Kant verstand von Hippel sich als Christ, der allerdings Kritik an den zeitgenössischen Vertretern der Kirchen übte und in vieler Hinsicht die Skepsis der Aufklärung teilte. Wie andere Vertreter der Aufklärung, die dem rationalistischen Ansatz Kants entgegentraten, unterschied von Hippel zwischen den festgefahrenen Dogmen der Kirchen und der Einheit von Vernunft, Gefühl, Innerlichkeit und Glauben. Hippel unterstützte ein Anliegen Kants, indem er begabten Besuchern der Albertus-Universität Königsberg mit Empfehlungen zu einflussreichen Stellen verhalf. Den Teilnehmern der Kantschen Tafelrunde verschwieg er seine schriftstellerische Tätigkeit.
Während seiner Zeit als königlich preußischer Beamter schrieb er zahlreiche juristische Beiträge. So wirkte er an der Ausarbeitung des „preußischen allgemeinen Landrechts“ mit, wobei er sich in Kommentaren für eine rechtliche Gleichstellung der Frauen einsetzte. 1786 erhielt er von König Friedrich Wilhelm II. für seine Verdienste die Medaille und den Titel „Stadtpräsident“ und den Titel eines Geh. Kriegsrats. Schon 1780 hatte Hippel beim König darum gebeten, den alten Familienadel wiederherzustellen. Erst 1790 wurde dem stattgegeben. Am 3. Januar 1790 wurde er als Geheimer Kriegsrat zu Königsberg gemeinsam mit seinem Bruder Gotthard Friedrich Hippel, Pfarrer zu Arnau, und mehreren Vettern in den Reichsadelsstand erhoben. Die preußische Adelsanerkennung folgte am 6. November 1790 in Berlin.
In seinen Werken machte er sich dennoch häufig über den Königsberger Landadel lustig. Seine Reformanstrengungen bezüglich der Königsberger Verwaltung konnte er nicht vollständig zu Ende führen. Schwierig war für ihn insbesondere die Doppelrolle als Richter, der beispielsweise eine Kindsmörderin zum Tode verurteilen musste, und als kritischer Publizist, der ebendieses Todesurteil aus psychologischer Sicht anonym kritisierte. Er erkrankte nach und nach, fühlte sich isoliert und musste Niederlagen einstecken, z. B. die Aufdeckung seiner geheim gehaltenen Tätigkeit als Autor. Zu seinen Freunden gehörten der Philosoph und Schriftsteller Johann Georg Hamann und der Schriftsteller Johann Georg Scheffner.
1794 wurde er zusätzlich mit der Einführung der preußischen Verwaltung in Danzig beauftragt. Kurze Zeit später starb der unverheiratet gebliebene von Hippel im Alter von 55 Jahren. Beerdigt wurde er auf dem Gelehrtenfriedhof (Königsberg).
Alleinerbe und Nachlassverwalter war sein gleichnamiger Neffe Theodor Gottlieb von Hippel der Jüngere, der 1835 schließlich von Hippels sämtliche Werke herausgab.

## Werk
Noch während des Studiums hatte Hippel Kirchenlieder verfasst. Seine späteren Veröffentlichungen erfolgten anonym. Hippels Werk umfasst literarische Arbeiten, Romane, Lustspiele, Gedichte sowie philosophische Abhandlungen mit aufklärerischem Anspruch. In seinen Romanen verbinden sich pietistische, satirische und philosophisch-lehrhafte Elemente. Bekannt sind außerdem seine geistreichen und witzigen Traktate über die Rechte der Frauen.

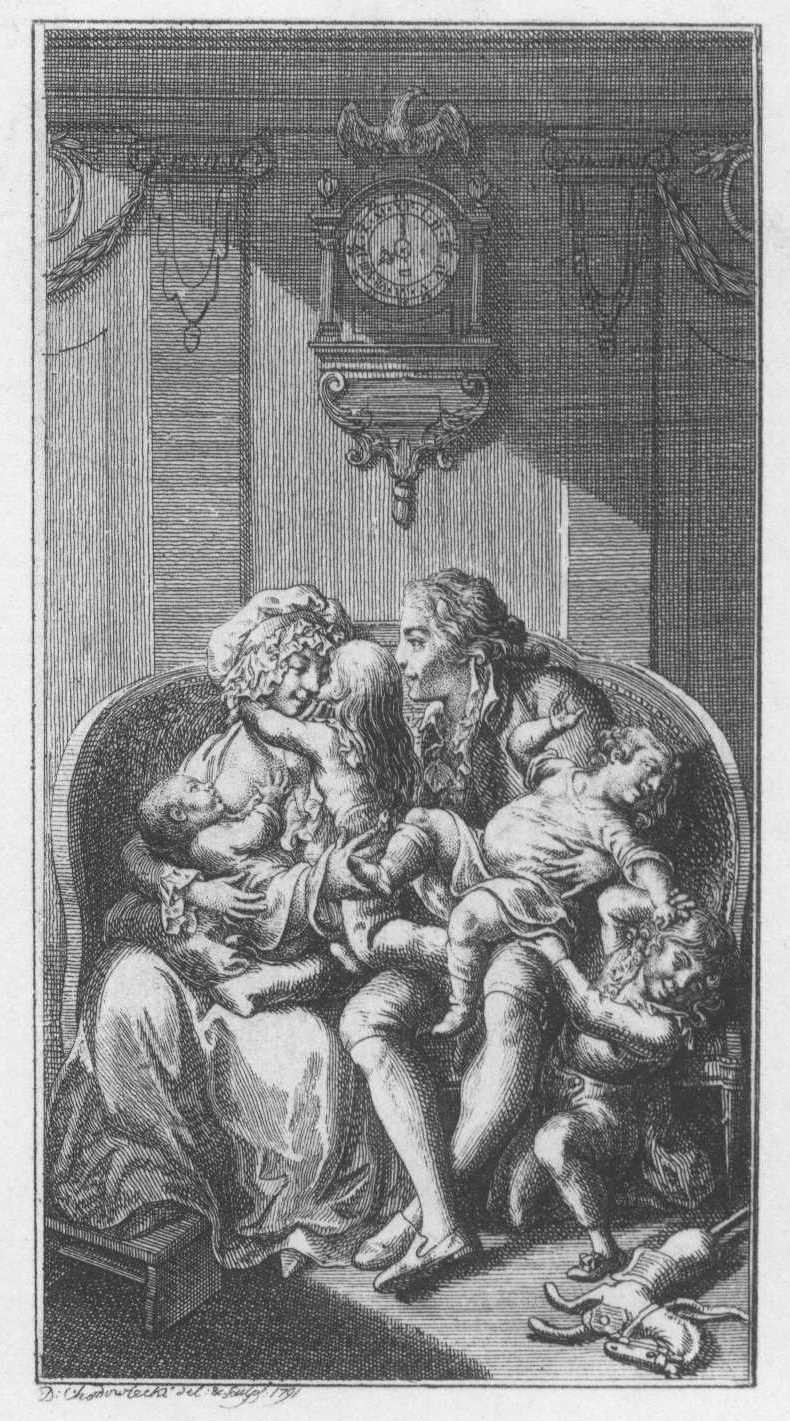
Titelkupfer zu Hippels Schrift Über die Ehe von Daniel Chodowiecki

1774 erschien die erste Edition seiner nach und nach einem emanzipatorischen Anspruch verpflichteten Schrift Über die Ehe (letzte Fassung von 1793). Der Verleger Friedrich Voß in Berlin gab 1778 sein heute nicht mehr aufgelegtes Werk Lebensläufe nach aufsteigender Linie heraus, das aus den Sichtweisen vieler Subjekte, die ineinander übergehen, geschrieben ist. Dieser durch verschiedene Ich-Rollen gebrochene Roman, in dem satirisch bis ernsthaft über das Schreiben reflektiert wird, war sein bekanntestes und renommiertestes zeitgenössisches Werk. Es wurde in den literarischen Kreisen und deren Publikationen hoch geschätzt. Sowohl Goethe und Schiller wie auch später Jean Paul beschäftigten sich mit dieser Arbeit, die eine literarische Modewelle der Ich-Erzählungen ausgelöst hatte. Im 19. Jahrhundert gab es eine eher kritische Rezeption, und seit dem 20. Jahrhundert gilt dieses Werk, wegen der wenig überzeugenden Konstruiertheit der verschiedenen Ich-Formen, als nahezu unlesbar.
Im Alter von 50 Jahren begann von Hippel seine Autobiographie zu schreiben, die jedoch nur die Geschichte seiner Kindheit und Jugend bis zum Alter von 20 Jahren enthält. Wahrscheinlich wegen des angestrebten Ruhmes beschönigt der Autor einige Stationen, so sind beispielsweise die Angaben über sein Elternhaus nicht zutreffend. Auch in dieser Schrift spricht sich von Hippel für die dichterische Freiheit und „Natürlichkeit“ aus.
Darüber hinaus sind Briefe an seinen Freund Johann Georg Scheffner erhalten. Es ist anzunehmen, dass Hippel sich hier weniger als sonst stilisierte, da er seinen Freund mehrfach darum bittet, die Briefe nach Erhalt zu vernichten. Er berichtet über sein Verlassenheitsgefühl, über Krankheiten und Melancholie, andererseits ist er aber auch witzig und schreibt ironisch und amüsant. Scheffner war später die Quelle der Entlarvung des Verfassers der anonymen bzw. unter Pseudonym erschienenen Veröffentlichungen.
Hippel war ein sehr früher und damals in Deutschland führender Wegbereiter der Frauenemanzipation. Sowohl sein Werk Über die bürgerliche Verbesserung der Weiber (1792) als auch die in der Auflage von 1793 seines Werkes Über die Ehe ersichtlichen Änderungen gelten als klassische Texte der deutschen und europäischen Frauenrechtsbewegungen. Diese Studie hat von Hippel im Laufe der Zeit fortwährend modifiziert, so dass sie von einer Verteidigungsschrift der bürgerlichen Ehe zu einem Text über die Rechte der Frauen wurde. Die erste, nicht emanzipatorische Fassung ist in der DDR von Günter de Bruyn herausgegeben worden (mit der Begründung, sie sei witziger als die dritte Bearbeitung). Postum kam 1801 seine Schrift über die weibliche Bildung auf den Markt.
Seine Gedanken zur Freimaurerei wurden unter ungeklärten Umständen, wie sein Neffe und Nachlassverwalter berichtet, zerstört. Ebenso entfernte dieser entsprechende Stellen aus dem Briefwechsel mit Scheffner mit der Begründung, es habe sich um Überspanntheiten gehandelt.
Bis heute wird von Hippel weiterhin als bedeutender, gern auch humoristischer Schriftsteller geschätzt. Der Fokus liegt gegenwärtig jedoch eher auf seinen Arbeiten zur Lage der Frauen.

## Werke
- Lebensläufe nach Aufsteigender Linie nebst Beylagen A, B, C (Roman in 3 Tln., Voß, Berlin 1778–81)
  - Meines Lebenslaufs Erster Theil. Voß, Berlin, 1778. (Digitalisat und Volltext im Deutschen Textarchiv)
  - Meines Lebenslaufs Zweiter Theil. Beylage A, und Beylage B.. Voß, Berlin, 1779. (Digitalisat und Volltext im Deutschen Textarchiv)
  - Meines Lebenslaufs Dritter Theil. Erster Band. Voß, Berlin, 1781. (Digitalisat und Volltext im Deutschen Textarchiv)
  - Meines Lebenslaufs Dritter Theil. Zweyter Band. Beylage C. Beschluß. Voß, Berlin, 1781. (Digitalisat und Volltext im Deutschen Textarchiv)
- Kreuz- und Querzüge des Ritters A bis Z. 3 Bände. 1. Band, Leipzig 1760, 327 Seiten (Volltext).
- Der Mann nach der Uhr (Lustspiel 1766)
- Über die bürgerliche Verbesserung der Weiber. Berlin 1792, 430 Seiten ((Digitalisat und Volltext im Deutschen Textarchiv); Volltext).
- Über die Ehe (mehrere Auflagen beginnend mit dem Traktat von 1774, endend mit der 4. Auflage von 1793, Hippel selbst überarbeitete sein Ehebuch dreimal)
- Biographie. Zum Theil von ihm selbst verfaßt. Gotha 1801, Nachdruck mit einem Nachwort von Ralph-Rainer Wuthenow, Gerstenberg, Hildesheim 1977.
- Sämmtliche Werke (1828–38 in 14 Bänden erschienen)

Neuere Werkausgaben:
- Hippels Lebensläufe Für die Gegenwart bearbeitet von Alexander von Oettingen. 3. Aufl. mit 15 Illustrationen nach Daniel Chodowiecki, Leipzig 1893 (Volltext)
- Über die Ehe, hg. v. Faust, Wolfgang Max, Stuttgart 1972. (Ausgabe folgt der 1. Auflage von 1774).
- Über die Ehe, Nachdruck der anonym erschienenen Ausgabe von 1796. Notos, Selb 1976.
- Über die bürgerliche Verbesserung der Weiber, mit einem Nachwort von Ralph-Rainer Wuthenow. Frankfurt/Main 1977, Syndikat Autoren- und Verlagsgesellschaft. ISBN 3-8108-0034-1
- Über Gesetzgebung und Staatenwohl, Königstein/Ts. 1978.
- Über die Ehe, hg. v. de Bruyn, Günter, Berlin 1979 (Ausgabe folgt der 1. Auflage von 1774).
- Nachlass über weibliche Bildung, Lage 1999 (Quellen und Schriften zur Geschichte der Frauenbildung, Bd. 21).

### Monographien
- Hamilton H.H. Beck: The Elusive „I“ in the Novel. Hippel, Sterne, Diderot, Kant. New York 1987, ISBN 978-0-8204-0279-6.
- Urte von Berg: Theodor Gottlieb von Hippel. Stadtpräsident und Schriftsteller in Königsberg 1741–1796. Göttingen 2004 (Kleine Schriften zur Aufklärung, Bd. 13), ISBN 3-89244-815-9.
- Max Faust: Leben und Aufklärungen des Theodor Gottlieb von Hippel. In: Hippel, Theodor Gottlieb, von, Über die Ehe. Hrsg. v. Max Faust. Stuttgart 1972, S. 99–106.
- Joseph Kohnen: Theodor Gottlieb von Hippel. Eine zentrale Persönlichkeit der Königsberger Geistesgeschichte: Biographie und Bibliographie, Lüneburg 1987.
- Joseph Kohnen: Ein Pionierdenkmal moderner Prosa. Theodor Gottlieb von Hippels „Vorbericht“ zum Buch Über die Ehe. In: Vernunft – Freiheit – Humanität. Über Johann Gottfried Herder und einige seiner Zeitgenossen. Festgabe für Günter Arnold zum 65 Geburtstag. Lunpeter und Lasel, Eutin 2008, S. 462–476.
- Anke Lindemann-Stark: Leben und Lebensläufe des Theodor Gottlieb von Hippel. Röhrig, St. Ingbert 2001, ISBN 3-86110-262-5.

### Biografische Artikel
- Hamilton Beck: Theodor Gottlieb von Hippel. In: The Literary Encyclopedia, vol. 1.4.1 (14 July 2021): German-language Writing and Culture: Germany, 500-present www.litencyc.com
- Emil Brenning: Hippel, Theodor Gottlieb von. In: Allgemeine Deutsche Biographie (ADB). Band 12, Duncker & Humblot, Leipzig 1880, S. 463–466.
- Hans-Wolf Jäger: Hippel, Theodor Gottlieb v.. In: Neue Deutsche Biographie (NDB). Band 9, Duncker & Humblot, Berlin 1972, ISBN 3-428-00190-7, S. 202 f. (Digitalisat).
- Friedrich Wilhelm Bautz: Hippel, Theodor Gottlieb von. In: Biographisch-Bibliographisches Kirchenlexikon (BBKL). Band 2, Bautz, Hamm 1990, ISBN 3-88309-032-8, Sp. 887–888 (Artikel/Artikelanfang im Internet-Archive).
- s. v. Hippel, Theodor Gottlieb von, in: Deutsche Biographische Enzyklopädie (DBE), hg. v. Killy, Walther u. Vierhaus, Rudolf, Bd. 5, München 2001, S. 59.
- Joseph Kohnen: Theodor Gottlieb von Hippel als Oberbürgermeister von Königsberg (1781-1796). In: 750 Jahre Königsberg. Beiträge zur Geschichte einer Residenzstadt auf Zeit. In: Tagungsberichte der Historischen Kommission für ost- und westpreußische Landesforschung, Bd. 23, N. G. Elwert Verlag, Marburg 2008, S. 186–202

### Aufsätze, Lexikon- und Zeitschriftenartikel
- Beck, Hamilton, Kant and the Novel, in: Kant-Studien Bd. 74, 1983, S. 271–301.
- Beck, Hamilton, Tristram Shandy and Hippel's Lebensläufe nach Aufsteigender Linie, in: Studies in the Eighteenth Century 10 (1981), S. 261–278.
- Beck, Hamilton, Of Two Minds About the Death Penalty: Hippel's Account of a Case of Infanticide, in: Studies in Eighteenth-Century Culture 18 (1988), S. 123–140.
- Beck, Hamilton, Framing the Debate: Hippel's Response to Zimmermann's Attack on the Enlightenment, in: Eighteenth Century Life 14 (Mai, 1990), S. 29–38.
- Beck, Hamilton, Moravians in Königsberg in the Eighteenth Century, in: Königsberg. Beiträge zu einem besonderen Kapitel der deutschen Geistesgeschichte des 18. Jahrhunderts. Ed. Joseph Kohnen. Frankfurt/M. et al.: Peter Lang, 1994, S. 335–374.
- Beck, Hamilton, Neither Goshen Nor Botany Bay: Hippel and the Debate on Improving the Civic Status of the Jews, in: Lessing Jahrbuch XXVII (1996), S. 63–101.
- Beck, Hamilton, 'Speak That I May See You!' The Dialogic Element in Hippel's Lebensläufe, in: Königsberg-Studien. Beiträge zu einem besonderen Kapitel der deutschen Geistesgeschichte des 18. und angehenden 19. Jahrhunderts. Hrsg. Joseph Kohnen. (New York: Peter Lang, 1998), S. 123–135.
- Beck, Hamilton, Nineteenth-Century Revisions of Hippelʼs Lebensläufe nach aufsteigender Linie: The Editor as Co-Author, in: Lessing Jahrbuch XLIX (2022), S. 150–168.
- Faust, Max, Leben und Aufklärungen des Theodor Gottlieb von Hippel, in: Hippel, Theodor Gottlieb, von, Über die Ehe, hg. v. Faust, Max, Stuttgart 1972, S. 99–106.
- Hager, Maik, Ein „merkwürdiger Mann“ und beliebter Schriftsteller. Ein Blick auf die sozialkritisch-philosophischen Schriften des Theodor Gottlieb von Hippel, in: Geschichte-erforschen.de - Online-Magazin für Geschichte in Wissenschaft und Unterricht.
- Hüning, Dieter: „Soll es denn aber immer mit dem andern Geschlecht so bleiben, wie es war“. Aufklärung und Emanzipation in Hippels Über die bürgerliche Verbesserung der Weiber, in: Feministische Aufklärung, hrsg. von Isabel Karremann und Gideon Stiening [Aufklärung. Interdisziplinäres Jahrbuch zur Erforschung des 18. Jahrhunderts und seiner Wirkungsgeschichte, Bd. 32, Jg. 2020], Hamburg 2020, S. 245–266, ISBN 978-3-7873-3868-9.
- Neiseke, Eric http://www.koeblergerhard.de/ZRG123Internetrezensionen2006/BergUrtevon-TheodorGottliebvonHippel.htm Eine gedruckte Veröffentlichung in der Savigny-Zeitschrift für Rechtsgeschichte folgt.
- Shaw, Gisela, Theodor Gottlieb von Hippel (1741–1796) als Wegbereiter der Frauenbewegung in Deutschland. „Lachender Philosoph“ oder „Prophet“?, in: German Life and Letters, Bd. 54, Nr. 4, Oktober 2001, S. 273–290.
- Wuthenow, Ralph-Rainer, Die Rolle der Frau in den Ansichten eines Junggesellen, in: Hippel, Theodor Gottlieb, von, Über die bürgerliche Verbesserung der Weiber, hg. v. Wuthenow, Ralph-Rainer, Frankfurt/Main 1977, S. 260–275.
- Jürgen Manthey: Stadtoberhaupt und Schriftsteller (Theodor Gottlieb von Hippel), in ders.: Königsberg. Geschichte einer Weltbürgerrepublik. München 2005, ISBN 978-3-423-34318-3, S. 235–276.